# Goût sucré

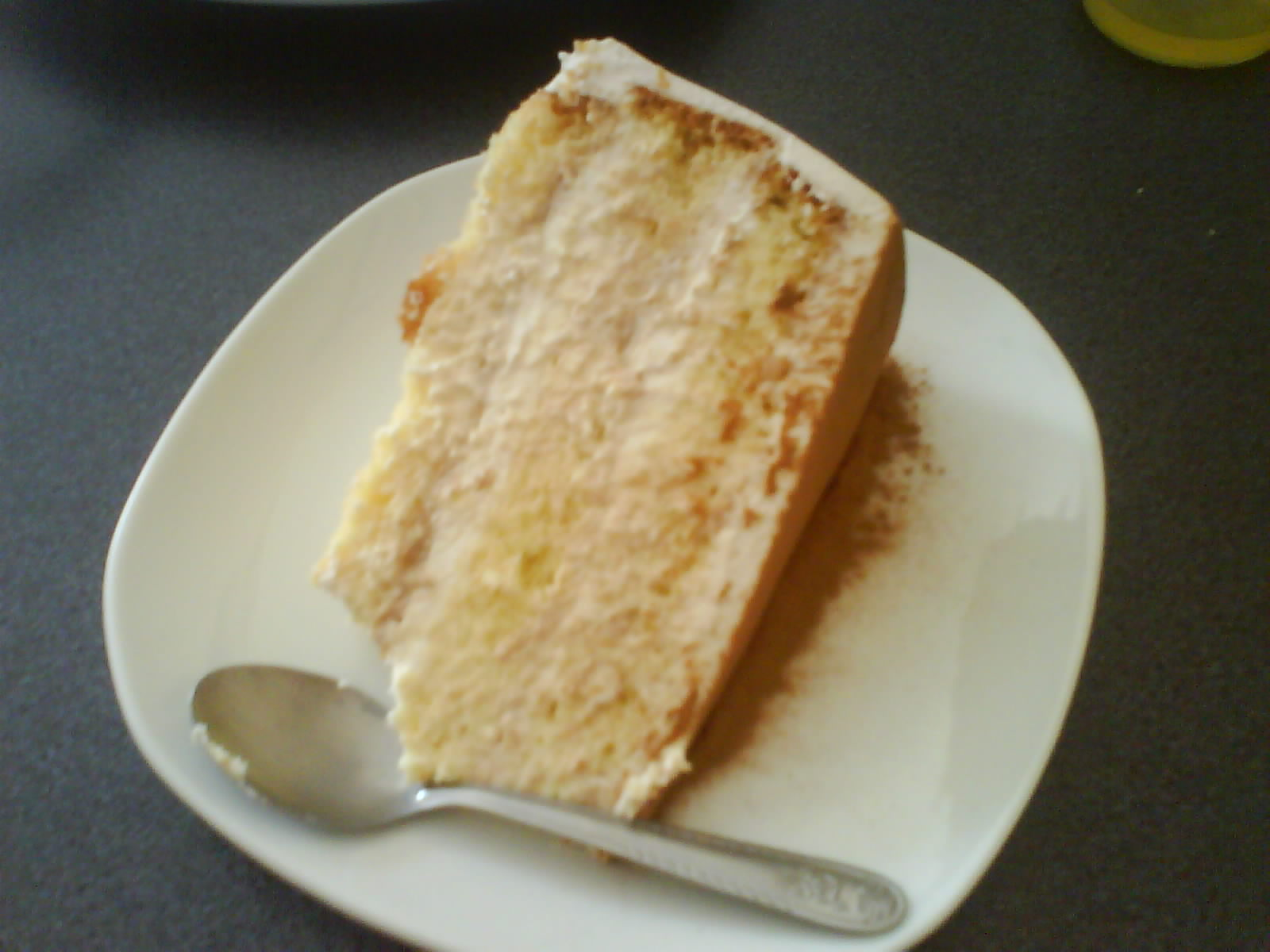
Les desserts sont généralement sucrés.

Le goût sucré ou la saveur sucrée est l'une des cinq saveurs de base. Elle est universellement considérée comme une expérience agréable, sauf peut-être en cas d'excès.
Les aliments riches en glucides simples comme le sucre sont les plus couramment associée au goût sucré, mais il existe d'autres composés naturels ou artificiels utilisés comme substituts non caloriques du sucre, à l'exemple de l'aspartame.